# Bahnhof München Flughafen
Der Bahnhof München Flughafen liegt in den oberbayerischen Gemeinden Freising, Hallbergmoos und Oberding am Flughafen München „Franz Josef Strauß“. Er ist der Endpunkt der Bahnstrecke München Ost–München Flughafen und besteht aus vier Bahnhofsteilen. Der Bahnhof ist unbesetzt und wird vom Fahrdienstleiter Unterföhring ferngesteuert.

## Bahnhofsteile

Topologie des Bahnhofs München Flughafen mit den Bahnhofsteilen

### München Flughafen West
Im Bahnhofsteil München Flughafen West mündet die vom Bahnhof Neufahrn kommende Neufahrner Spange in die Bahnstrecke München Ost–München Flughafen ein. Zudem zweigt hier die Verbindungsstrecke zum Bahnhofsteil München Flughafen Tanklager ab.

### München Flughafen Tanklager
Der Bahnhofsteil München Flughafen Tanklager wird von der Sky tanking GmbH betrieben. Der zweigleisige Güterbahnhof dient der Verladung von Kerosin für das Tanklager des Flughafens. Das Tanklager ist von der Abzweigstelle Flughafen West über einen Fahrtrichtungswechsel in einem zweigleisigen Betriebsbahnhof parallel zur Bahnstrecke München Ost–München Flughafen erreichbar.

### München Flughafen Besucherpark
Der Bahnhofsteil München Flughafen Besucherpark ist ein unbesetzter Haltepunkt, der von den Linien S1 und S8 der S-Bahn München bedient wird. Die beiden Gleise des Haltepunkts liegen an einem 211 Meter langen und 96 Zentimeter hohen Mittelbahnsteig. Über eine 263 Meter lange Fußgängerbrücke ist der Bahnsteig mit dem Besucherpark sowie dem Luftfrachtterminal verbunden. Die röhrenförmige, verglaste Brücke wurde durch das Münchner Architekturbüro Auer+Weber+Assoziierte entworfen und 1991 eröffnet.
Im Februar 2024 schrieb die Deutsche Bahn Planungsleistungen zur Erneuerung der Verkehrsstation aus.

### München Flughafen Terminal
Der Bahnhofsteil München Flughafen Terminal liegt auf der sogenannten Ebene 2 des Flughafens München, also in Tunnellage unter den Flughafenterminals und dem Zentralgebäude und ist die Endstation der S-Bahn Linien S1 und S8. Seit Ende 2018 verkehrt hier im Stundentakt auch der Flughafenexpress nach Regensburg. Der Tunnelbahnhof hat einen 233 Meter langen und 96 Zentimeter hohen Mittelbahnsteig mit zwei Gleisen. Der Flughafenschalter der Deutschen Bahn ist täglich von 7:30 Uhr bis 22:00 Uhr geöffnet. Der Bahnhof ist Teil eines 1,3 Kilometer langen und bis zu 11 m unter dem Gelände liegenden Tunnels, der sich unter den westlichen und östlichen Vorfeldflächen und den beiden Terminalgebäuden erstreckt. Westlich des 300 Meter langen Bahnhofsbereichs erstreckt sich ein 600 Meter langer Tunnelabschnitt unter dem westlichen Vorfeld. Östlich schließt sich an den Bahnsteigbereich eine zweigleisige Abstell- und Wendeanlage unter dem Terminal 2 mit einer Länge von 400 Metern an. Am östlichen Tunnelende befinden sich ein Notausstieg und eine Entrauchungsöffnung.
1996 nutzten rund 6300 Fahrgäste täglich die S-Bahn-Station am Flughafen. 10 Jahre später wurde die Zahl der Bahnhofsnutzer (Fahrgäste und Besucher) von der Deutschen Bahn im Jahr 2006 mit weniger als 50.000 pro Tag angegeben.

## Geschichte
Zur Anbindung des Flughafens errichtete die Deutsche Bundesbahn ab 1985 eine zweigleisige, 15 km lange Neubaustrecke zwischen dem Bahnhof Ismaning und dem Flughafen. Der Bahnhof München Flughafen wurde am 7. März 1992 in Betrieb genommen, verbunden mit der Aufnahme des Fahrbetriebs auf der neuen Linie S 8. Bis zur Flughafeneröffnung am 17. Mai 1992 fand zunächst nur ein beschränkt öffentlicher Verkehr für die Beschäftigten des Flughafens statt. Am 28. November 1998 nahm die Deutsche Bahn die Neufahrner Spange vom Bahnhof Neufahrn nach München Flughafen West in Betrieb, auf der die S 1 als zweite Flughafen-S-Bahnlinie verkehrt.
Unklar war lange Zeit, wie eine direkte Verbindung der Strecke Landshut–München mit dem Flughafen (Ostbayernanbindung) hergestellt werden soll. Es wurde sich gegen die Marzlinger Spange und für die Neufahrner Kurve entschieden. Am 9. Dezember 2018 wurde die Neufahrner Kurve in Betrieb genommen, die nun auch Direktverbindungen Richtung Freising und Regensburg mit RE-Zügen ermöglicht. Ab Dezember 2024 verkehrt außerdem zweistündlich ein Regional-Express direkt nach Nürnberg.
Die Deutsche Bahn begann 2023 mit dem Bau eines neuen elektronischen Stellwerkes im Bahnhof. 2025 kündigte sie eine Inbetriebnahme Ende 2026 an. Die Bayerische Staatsregierung kündigte 2023 die Inbetriebnahme eines Überwerfungsbauwerks Flughafen West zur höhenfreien Trennung der Strecken Richtung Johanneskirchen und Neufahrn bis Ende 2028 an.

## Verkehr
| Linie | Strecke | Taktfrequenz                                         |
| ----- | --- | ---------------------------------------------------- |
| RE22  | Überregionaler Flughafenexpress (ÜFEX): München Flughafen – Freising – Moosburg – Landshut (Bay) Hbf – Ergoldsbach – Neufahrn (Niederbay) – Eggmühl – Hagelstadt – Köfering – Obertraubling – Regensburg Hbf (– Nürnberg Hbf) | Stundentakt (alle zwei Stunden weiter nach Nürnberg) |
| S1    | Flughafen München – Flughafen Besucherpark – Neufahrn – Eching – Lohhof – Unterschleißheim – Oberschleißheim – Feldmoching – Fasanerie – Moosach – Laim – Hirschgarten – Donnersbergerbrücke – Hackerbrücke – Hauptbahnhof – Karlsplatz (Stachus) – Marienplatz – Isartor – Rosenheimer Platz – Ostbahnhof – Leuchtenbergring | 20-Minuten-Takt                                      |
| S8    | Herrsching – Seefeld-Hechendorf – Steinebach – Weßling – Neugilching – Gilching-Argelsried – Geisenbrunn – Germering-Unterpfaffenhofen – Harthaus – Freiham – Neuaubing – Westkreuz – Pasing – Laim – Hirschgarten – Donnersbergerbrücke – Hackerbrücke – Hauptbahnhof – Karlsplatz (Stachus) – Marienplatz – Isartor – Rosenheimer Platz – Ostbahnhof – Leuchtenbergring – Daglfing – Englschalking – Johanneskirchen – Unterföhring – Ismaning – Hallbergmoos – Flughafen Besucherpark – Flughafen München | 20-Minuten-Takt                                      |

## Bilder

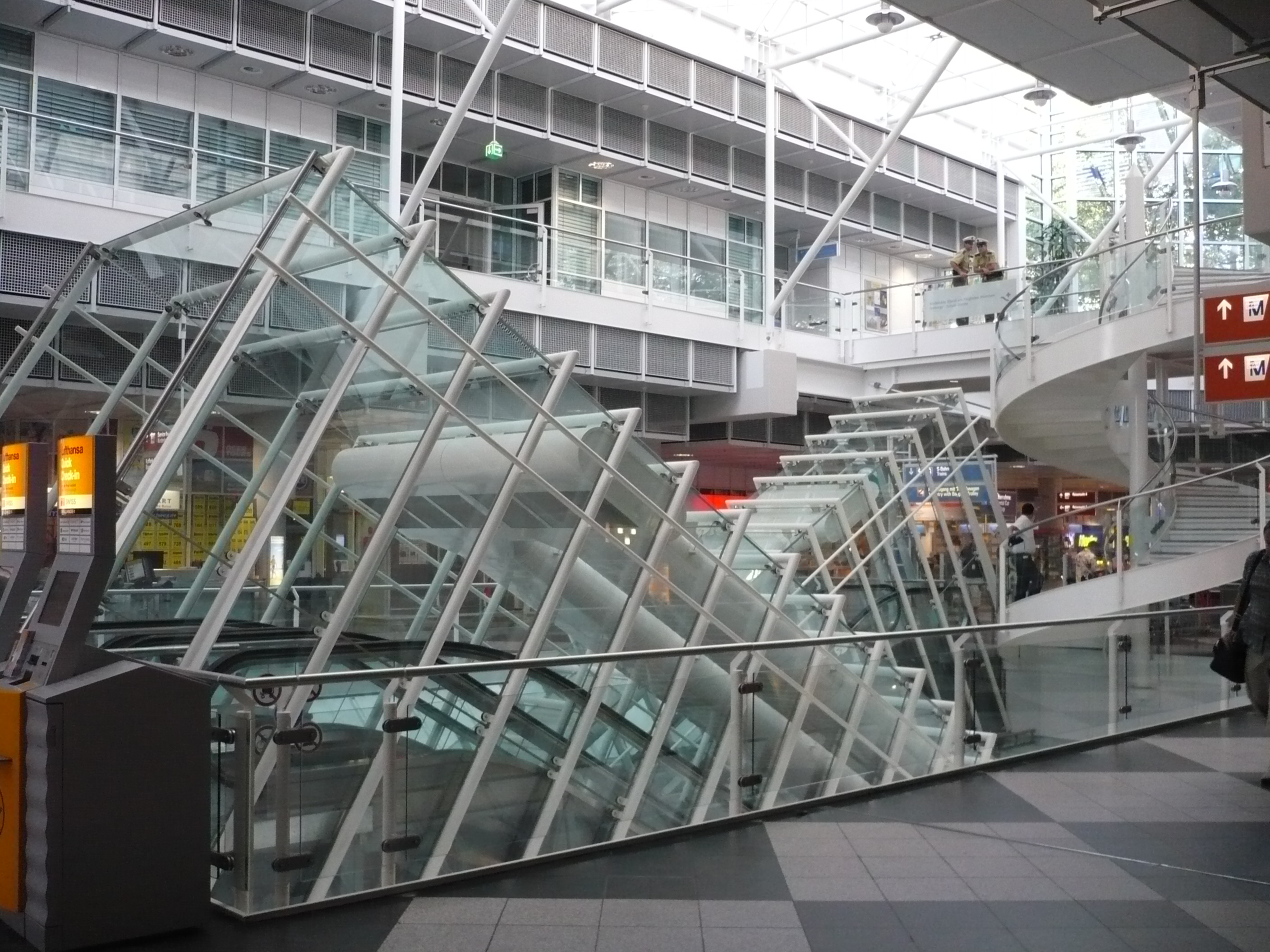
Abgänge zum Bahnsteig im Zentralbereich des Flughafens
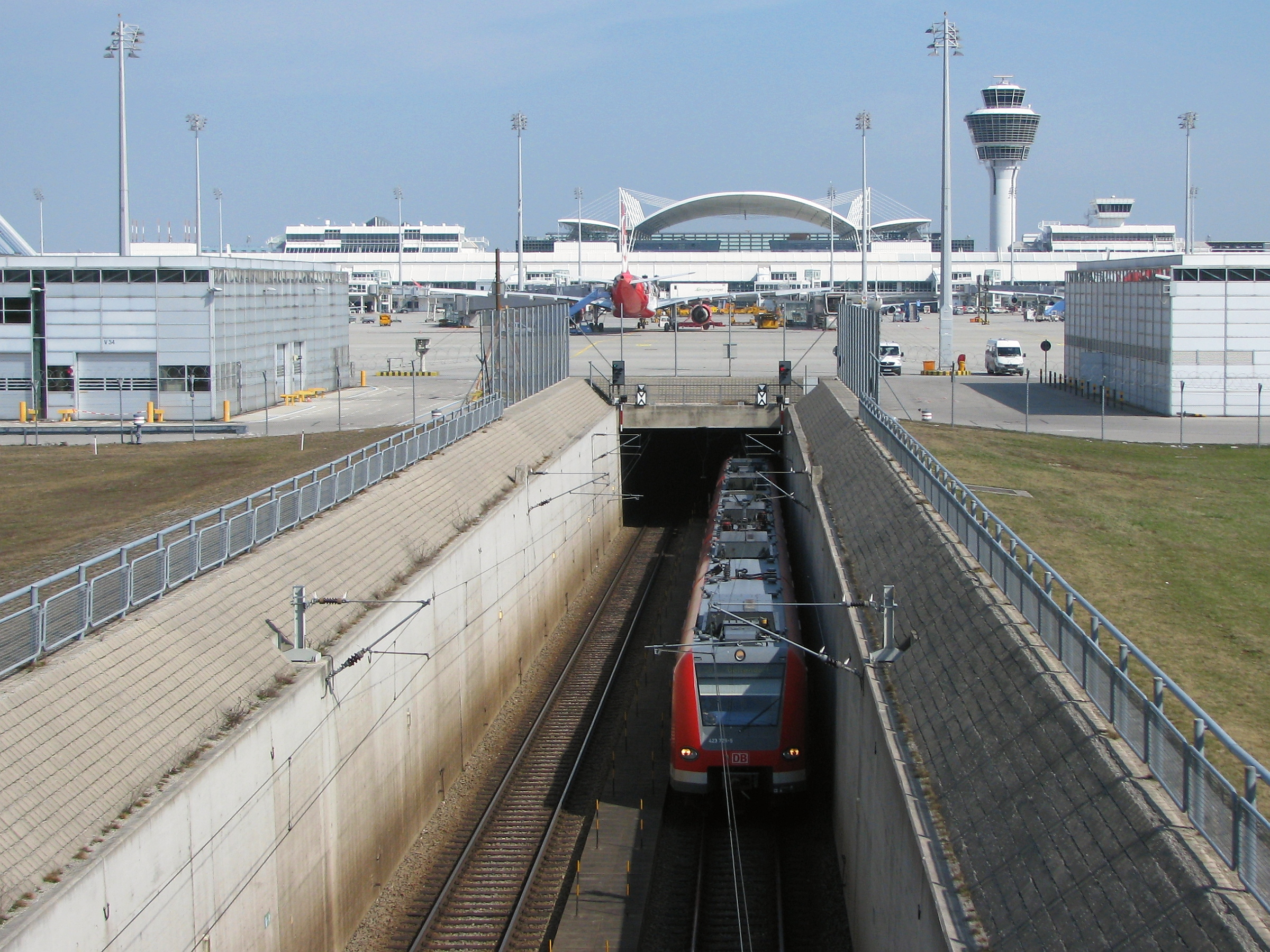
Ausfahrt aus dem Bahnhofsteil Terminal
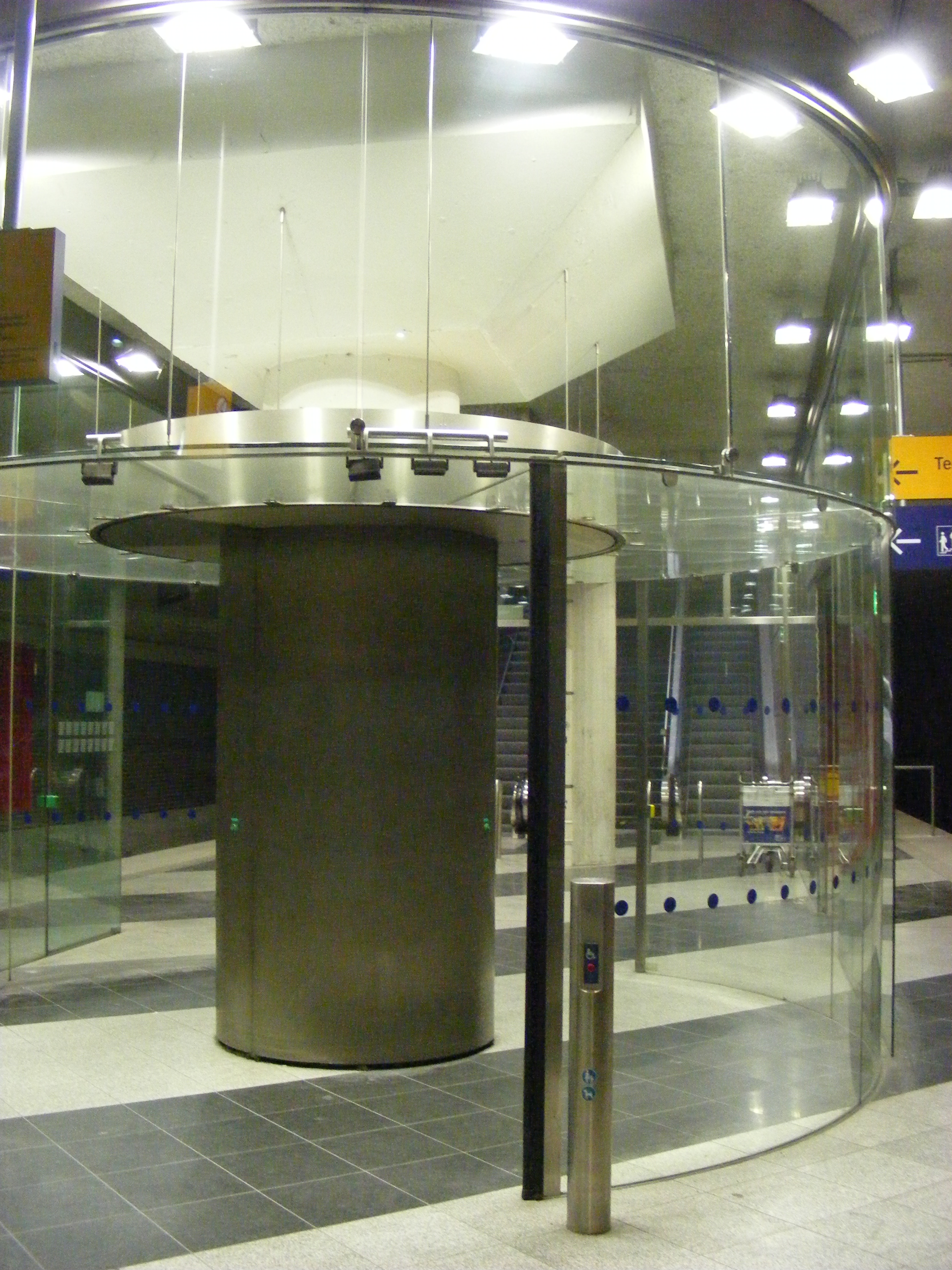
Ehemalige Drehtür am Bahnsteig
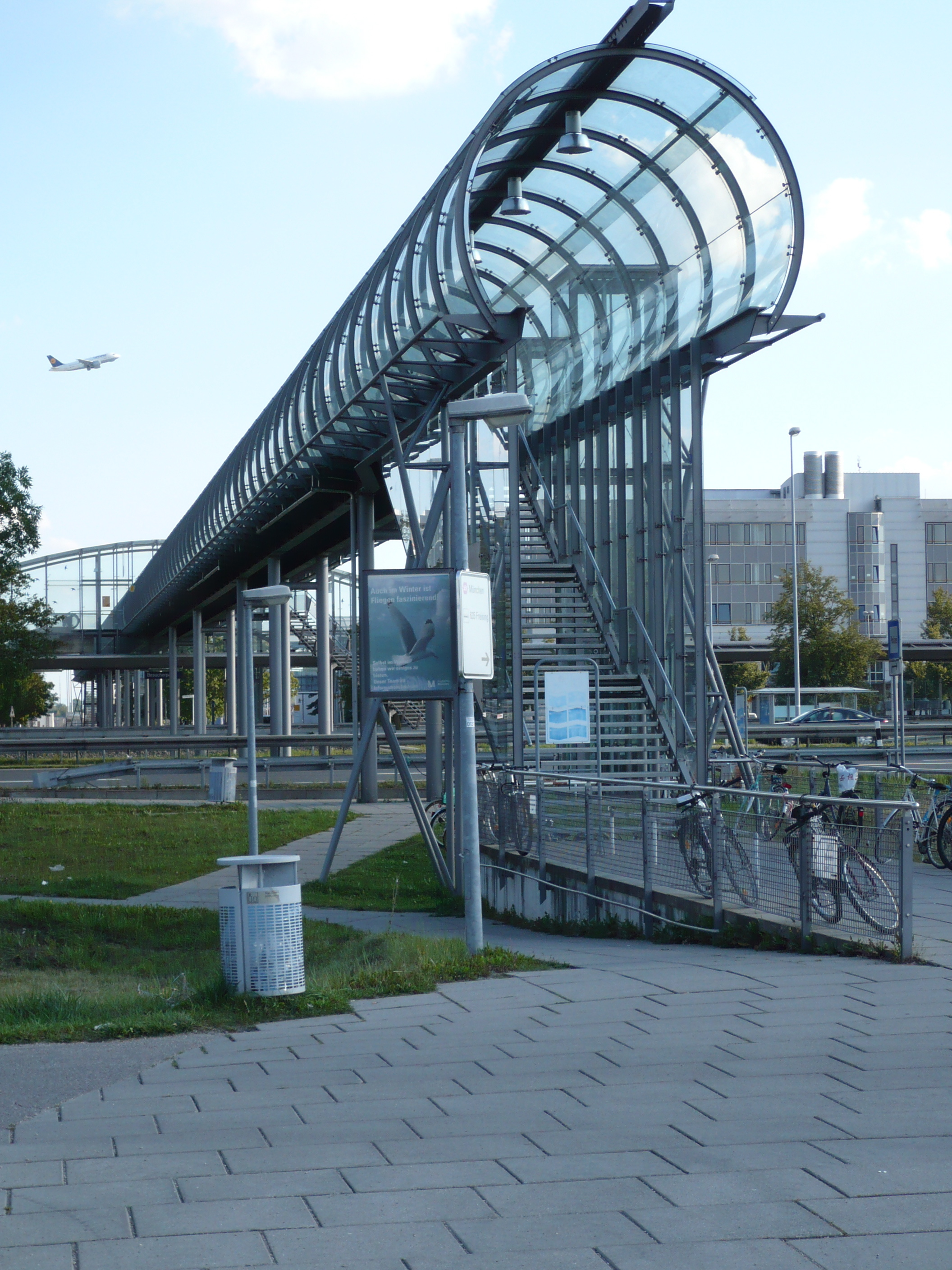
Fußgängerbrücke am Bahnhofsteil Besucherpark
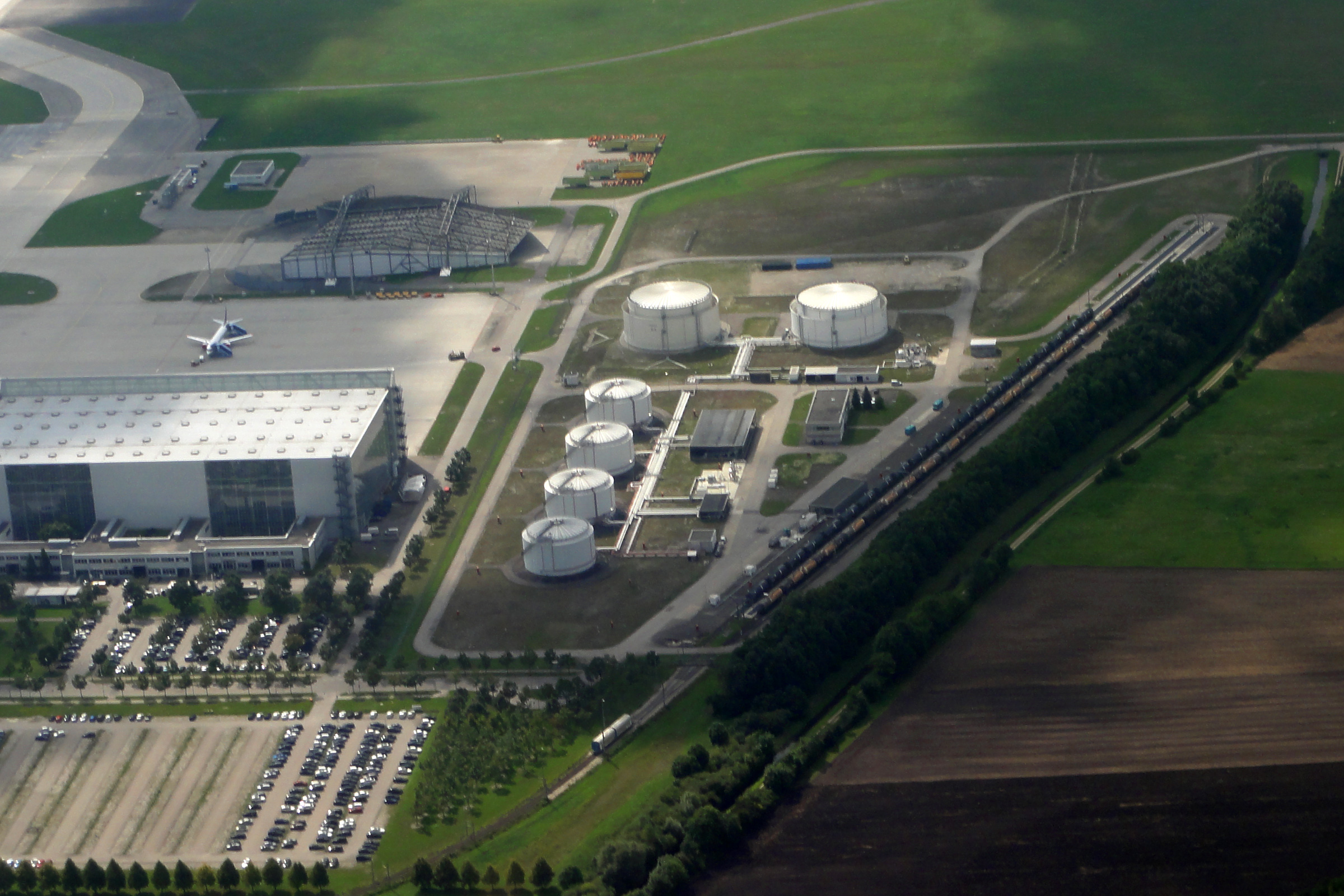
Bahnhofsteil Tanklager
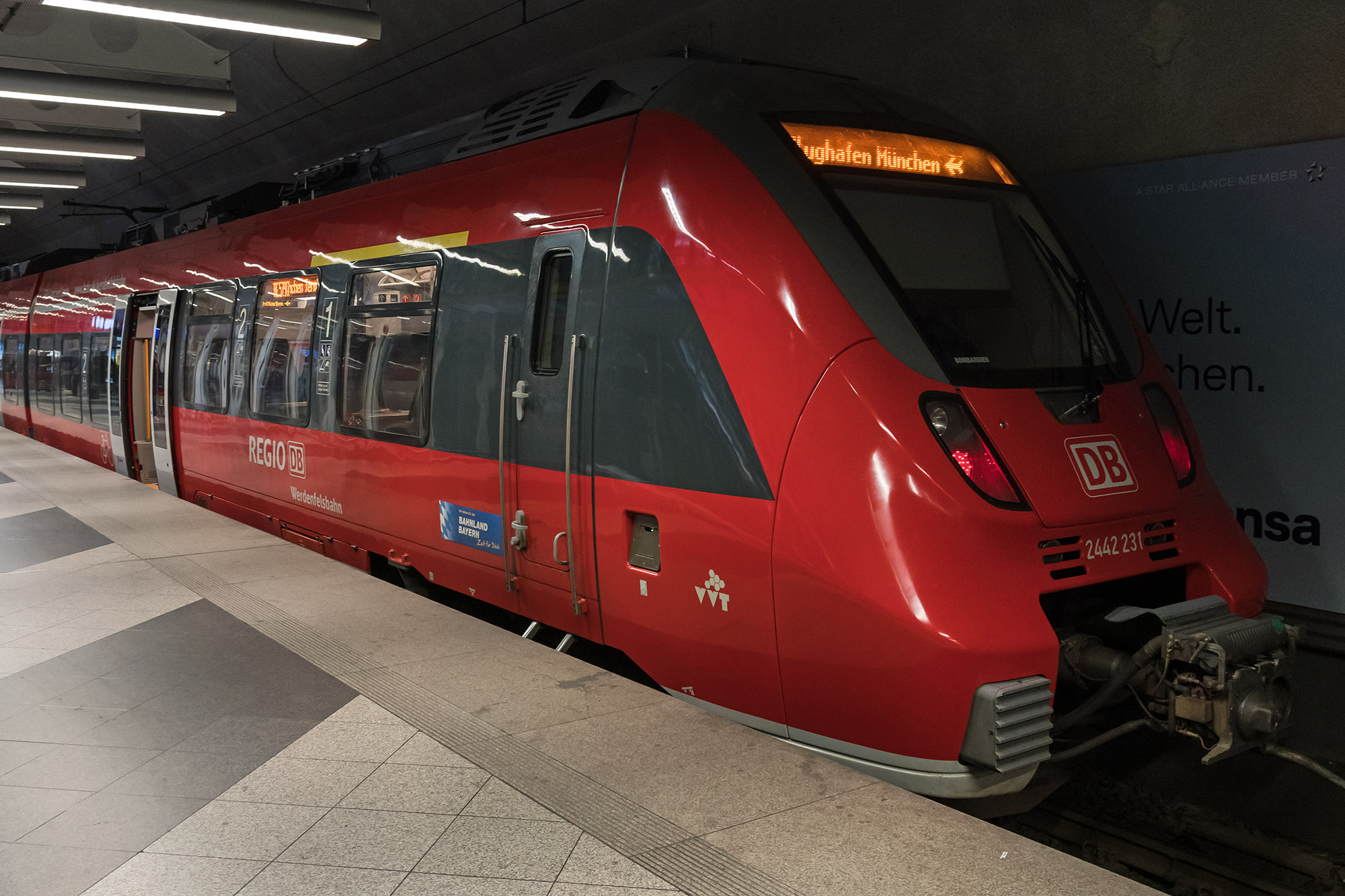
Flughafenexpress im Flughafenbahnhof